# 東京大學大學院理學系研究科附屬植物園
東京大學大學院理學系研究科附屬植物園（日语：／?），一般稱為小石川植物園（こいしかわしょくぶつえん），是日本東京大學附屬的一個植物研究機構與植物園。位於東京都文京區小石川（こいしかわ）。該園原先是德川幕府所設置的御用醫學藥草園，自明治維新起，是日本現代植物學研究的發源地。同時，也是台灣本土植物研究工作上最重要的植物園。
小石川植物園中除科學代表性的活體蒐藏之外，相關的圖書、儀器亦非常完備，並有一座全日本典藏量最豐富的標本館，蒐藏的標本高達 170 萬份；由於空間的關係，目前分兩部分存放，除植物園外，部分開花植物另存於東大校本部的綜合研究博物館。其培育的植物分類人才不勝枚舉，歷任園長在植物分類學界個個赫赫有名。

## 簡史
小石川植物園的建園歷史可遠溯至西元 1684 年，日本江戶時期，德川幕府第八代幕府大將軍德川吉宗收到漢醫的書面陳情，建議成立提供江戶平民醫療服務的大眾診所。德川吉宗接受建議，於小石川御用草藥園成立了小石川養生所，提供江戶地區的貧困民眾醫療救治並從事醫療研究。
隨著西方技術傳入，蘭醫與漢醫之間的地位開始有了轉變。小石川養生所的醫療價值逐漸淡化，日本政府最後決定關閉小石川養生所，將小石川藥草園劃歸給幕末創辦的東京醫學校。西元 1877 年，東京醫學校與東京開成學校合併為東京大學，小石川植物園從此正式成為東京大學理學院的附屬植物園，並成為日本現代植物學研究及人才培育最重要的搖籃。

## 與台灣之關係
小石川植物園歷任園長中，西元 1924 年上任的第三任園長早田文藏博士和台灣植物研究的關係最為密切，早田自1911至1921年共出版了10卷的《臺灣植物圖譜》，由其紀錄的台灣植物多達二千三百多種，其中一千多種為新發現的植物，包括1906年描述的台灣杉（Taiwania cryptomerioides）。早田因研究台灣植物而聞名，東大標本館也因此存放了最多的台灣植物模式標本，1928年台北帝國大學（國立台灣大學前身）成立，許多台灣本土植物的研究逐步轉移來台，在攝影和影印技術不發達的年代，在台日籍學者為了比對標本，常用鉛筆拓印的方式，自小石川植物園描繪模式標本的特徵回台，這批手繪稿至今仍保存於國立臺灣大學植物標本館。

## 外部連結
- 東京大学大学院理学系研究科附属植物園 （页面存档备份，存于）（日語）